# Isole Copeland
Le Isole Copeland sono un gruppo di tre isole nel Mare d'Irlanda del nord, a nord di Donaghadee, contea di Down, Irlanda del Nord, costituito da Lighthouse Island (nota anche come Old Island), Copeland Island (nota anche come Big Island) e Mew Island. Si trovano all'interno della parrocchia civile di Bangor.
Insieme a Lambay Island e all'Ireland's Eye, al largo della contea di Dublino, le isole sono le uniche altre delle 258 isole dell'Irlanda un tempo abitate, che si trovano sulla costa orientale.

## Etimologia
Le isole Copeland molto probabilmente derivano il loro nome dalla famiglia de Coupland, che si stabilì nell'area di Newtownards, all'estremità settentrionale della penisola di Ards, insieme ad altri normanni nel XII secolo. Questa famiglia prestò il proprio nome ad altri punti di riferimento nelle vicinanze come Copeland Water vicino a Carrickfergus e la città di Ballycopeland nella parrocchia civile di Donaghadee.
Il nome più antico conosciuto delle isole, tuttavia, potrebbe essere stato l'antico norreno Kaupmanneyjar (kaupmann significa "mercante" e ey "isola"), registrato nella Hakonar Saga Gamla norvegese e datato al 1230. Si ritiene che "Kaupmann" si sia trasformato in "Copman" e poi in "Copeland", con la forma "Copman" registrata più volte, alla fine del XVI secolo, in riferimento alle isole.
Il nome irlandese originale delle isole è sconosciuto. Tuttavia, è stato suggerito che l'uso di 'Helaine Harr [o] n [e]', degli anni 1570, potrebbe essere stato un tentativo di anglicizzare il nome irlandese Oileáin Árann (isola della cresta (a forma di rene)). Il nome irlandese moderno, tuttavia, è una gaelizzazione delle isole Copeland in Oileáin Chóplainn.

## Storia

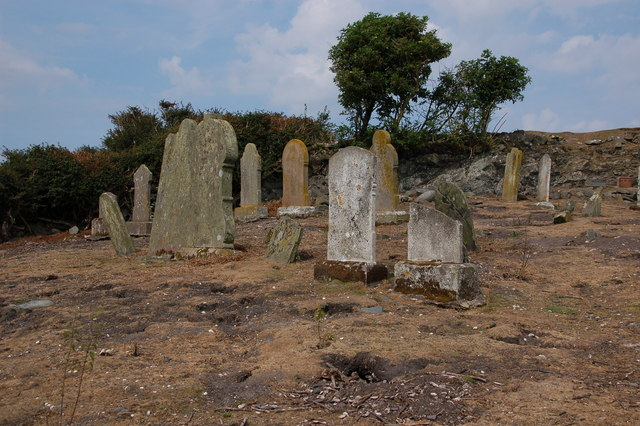
Il vecchio kirkyard (cimitero) sull'isola di Copeland, nota anche come Big Island.

L'arcipelago è costituito da tre isole: la Great Copeland Island (nota anche come Big Island o Copeland Island), Lighthouse Island (conosciuta anche come Old Island, che un tempo aveva un faro, ora in rovina) e Mew Island, dove si trova un faro. Oltre un secolo fa, Lighthouse Island aveva una popolazione di circa 100 abitanti, incluso un maestro di scuola che insegnava a 28 alunni.
Nel 1671, James Ross ottenne l'affitto delle isole e nel 1770 David Kerr le comprò dal II conte di Clanbrassil. Poiché le isole rappresentavano un pericolo per le navi, intorno al 1715 fu realizzato un faro sull'isola omonima (nota anche come Old Island o Cross Island). Per il suo funzionamento servivano oltre 400 tonnellate di carbone ogni anno. Nel 1796, il nuovo Lighthouse Board britannico e irlandese annunciò l'installazione di lampade a olio e, nel 1813, fu costruito il nuovo faro. Nel 1884, un nuovo faro fu costruito sull'isola di Mew. Nel 1954, fu fondato il Bird Observatory da Arnold Bennington.
Fino al XX secolo, le isole erano utilizzate dai contrabbandieri che portavano tabacco e alcolici attraverso le isole e nella contea di Down.

## Area di interesse scientifico speciale (ASSI)
L'ASSI si trova al largo della costa della contea di Down dell'Irlanda del Nord ed e situata sulle tre isole dell'arcipelago. Le isole sono siti importanti per l'allevamento di uccelli marini e trampolieri, oltre che per le loro comunità vegetali costiere e le caratteristiche geologiche.
Big Copeland presenta la gamma più diversificata di habitat delle tre isole. Le comunità, influenzate dal mare, si trovano intorno alla riva con vegetazione di falesie marittime e anche sacche di palude salmastra. Il centro dell'isola è occupato da prati umidi, semi-migliorati, con frequenti zone di palude.

## Flora
La vegetazione dell'isola di Lighthouse è costituita da un manto erboso per conigli con ampie aree di felci selvatiche (Pteridium aquilinum) e balsamo himalayano (Impatiens glandulifera).  Tra le specie degne di nota figurano lo stonecrop inglese (Sedum anglicum), il rock sea-spurrey (Spergularia rupicola), il levistico scozzese (Ligusticum scoticum) e la portulaca di mare (Halimione portulacoides). L'isola del faro rappresenta il limite meridionale per il levistico scozzese in Europa e il limite settentrionale per la portulaca di mare in Irlanda. Altre piante sulle isole comprendono Hyacinthoides non scripta, Hyacinthoides hispanica, Dactylorhiza purpurella e Centaurium erythraea.
L'isola di Mew è dominata da rigogliosi campi erbosi e di felci ma, come in tutte le isole, sono presenti notevoli aree di habitat tra le maree e le rocce esposte.

### Alghe
Le alghe marine dell'isola del faro e delle isole Mew sono state studiate nel 1975 e le 56 specie, o generi, identificate sono state elencate e pubblicate.

### Licheni
Nel 1984 sono state raccolte diciannove specie di licheni, le identificazioni sono state confermate o corrette dal dottor A. Fletcher. Per quanto è noto, questi sono gli unici licheni dell'isola del faro.

## Fauna
Le isole sono siti di importanza internazionale per le popolazioni riproduttive di berta minore atlantica e sterna codalunga e siti di importanza nazionale per l'allevamento di gabbiano corallino, gavina ed edredone. La colonia di berte minori atlantiche sulle isole Copeland detiene oltre l'1,7% della popolazione mondiale e supera le quattromila coppie. Le popolazioni di conigli sulle isole svolgono un ruolo importante nel successo riproduttivo della berta minore atlantica poiché quest'ultima nidifica principalmente nelle tane di coniglio che si trovano nelle isole. Il pascolo dei conigli mantiene una coltre erbosa, che è utile per i pulcini.
Great Copeland ha una colonia di sterne codalunga di importanza internazionale, con circa 550 coppie. Il sito rappresenta ora la più grande colonia di questa specie in Irlanda. Mew Island è stata un'importante colonia di sterne in passato e si spera che una gestione positiva le incoraggi a ristabilirsi. Le isole sono i siti di riproduzione più importanti dell'Irlanda del Nord per la gavina con oltre 250 coppie presenti. Big Copeland ha recentemente ospitato, con successo, la prima coppia riproduttiva di gabbiano corallino dell'Irlanda del Nord. Le isole ospitano una popolazione di importanza nazionale di edredone da riproduzione. In totale le tre isole detengono il 14% della popolazione irlandese di questa specie. L'edredone non riproduttore fa parte della popolazione di importanza nazionale che si trova lungo la costa di Outer Ards e nelle aree di Belfast Lough.
Altre colonie riproduttive degne di nota includono l'uria nera, il porciglione e la colombella. Quest'ultima specie ha subito un drastico calo nell'Irlanda del Nord, ma i numeri sono aumentati a Copeland con circa 100 coppie che si riproducono. Trampolieri da riproduzione come la pavoncella e il beccaccino sono presenti verso l'interno. Qui la vegetazione più alta, intervallata da aree aperte, fornisce un habitat ideale per la riproduzione. I rapaci prediligono le isole alla fine della stagione riproduttiva. L'albanella reale, lo sparviere, la poiana, il gheppio, lo smeriglio e il falco pellegrino sono avvistati regolarmente.
I mammiferi come la foca grigia (Halichoerus grypus), la foca comune (Phoca vitulina), la focena comune (Phocoena phocoena), il tursiope (Tursiops truncatus), la balenottera minore (Balaenoptera acutorostrata), il delfino comune (Delphinus delphis) e la lontra (Lutra lutra) sono stati segnalati nelle Isole Copeland.
Sono stati registrati anche i lepidotteri. 19 specie di farfalle, 31 specie di macro-lepidotteri e tre specie di micro-lepidotteri.
Nel 2013 è stato registrato un coleottero nuovo in Irlanda del Nord: il Diplapion confluens (Kirby).

## Fari

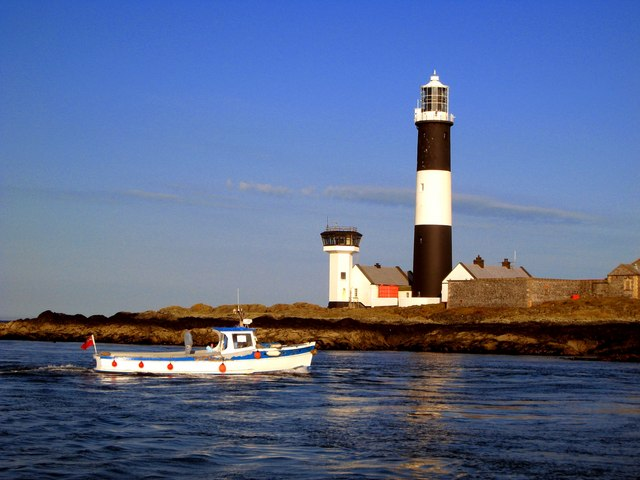
Faro dell'isola di Mew

All'inizio del XVIII secolo fu creato un faro sull'isola omonima e nel 1815 fu ricostruito. Dal 1884 rimase inattivo quando fu abbandonato a favore di quello di Mew Island, ma rimane ancora un moncone in rovina alto 16 metri. Le rovine della casa del custode sono state ricostruite per ospitare un osservatorio ornitologico. L'isola è ora di proprietà del National Trust e gestita dai membri volontari del Copeland Bird Observatory.
Il faro di Mew Island è attualmente attivo, è stato convertito al funzionamento automatico e il guardiano del faro è stato definitivamente eliminato nel 1996.

## Disastro del traghettoPrincess Victoria
Il 31 gennaio 1953 la Princess Victoria, un traghetto della British Transport Commission che navigava da Stranraer a Larne, affondò al largo delle Isole Copeland, nel corso di una violenta tempesta, e nel naufragio perdettero la vita 133 persone.